# Macon megye (Észak-Karolina)
Macon megye az Amerikai Egyesült Államokban, azon belül Észak-Karolina államban található. Megyeszékhelye és legnagyobb városa Franklin. Lakosainak száma 37 014 fő (2020. április 1.). Macon megye Swain, Jackson, Rabun, Clay, Cherokee, Graham és Oconee megyékkel határos.

## Népesség
A megye népességének változása:
| Lakosok száma | 33 937 | 33 825 | 33 854 | 33 857 | 34 201 | 37 014 |
|               | 2010   | 2011   | 2012   | 2013   | 2015   | 2020   |